# 曲がり屋
曲がり屋（まがりや）とは、ことごとく予測を外す人のことを指す。投資の世界で使われることが多い。「曲がる」には「道理から外れる」「ひねくれる」という意味があり、相場の予測がことごとく外れる投資家、アナリスト、投資評論家のことを、蔑み「曲がり屋」と呼ぶ。

## 投資格言
曲がり屋に向かえ
予測がまったく当たらず負け続けている人の反対売買をすれば成功するという意味。相場予測が当たり続ける人（当たり屋）は希であるが、外れ続ける人（曲がり屋）は多いため、まず、曲がり屋を探して、その人を反面教師にする手法のことである。言葉としては「当たり屋につけ」と対で用いることも多い。